# 火焰末日
是一部2002年的美國科幻災難電影，由勞勃·鮑曼執導，克里斯汀·貝爾、馬修·麥康納主演。主要講述了史前火龍突然甦醒，企圖毀滅整個地球的故事。該片上映後獲提名土星獎最佳奇幻電影。

## 劇情
在遠古以前的地球是噴火龍的家園，牠們的出現導致了恐龍的滅絕，之後火龍沉睡在地底數千年。21世紀初，在英國倫敦地鐵的施工工地，12歲的小男孩奎因和他的工程師媽媽在一起，地鐵施工驚醒了沉睡的火龍，現場所有人很快被火龍消滅，但奎因得以倖存下來。
二十年後，地球已再度被上百萬條火龍佔據，人類近乎絕跡。已成年的奎因帶領一批倖存者躲在一個古堡內。某日一群由凡·贊帶領的美國人來到古堡，鼓勵大家一起去斬殺火龍，然而古堡這時也被火龍攻擊了，奎因、凡·贊和直升機駕駛員阿莉一同出發前往倫敦，去尋找並消滅龍族的首領——為所有雌龍受精的雄龍。凡·贊犧牲了，但奎因成功殺死了雄龍。

## 演員
- 克里斯汀·貝爾 飾 奎因
- 馬修·麥康納 飾 凡·贊
- 傑瑞德·巴特勒 飾 克里迪
- 依莎貝拉·絲科魯波 飾 雅莉

## 製作
該片以爱爾蘭威克洛山脈作為取景地。

## 原聲帶
| 火焰末日：電影原聲帶 | 火焰末日：電影原聲帶 | 火焰末日：電影原聲帶 |
| 曲序                 | 曲目                 | 时长                 |
| -------------------- | -------------------- | -------------------- |
| 1.                   | Prologue             | 3:22                 |
| 2.                   | Enter the Dragon     | 3:20                 |
| 3.                   | An Early Harvest     | 2:42                 |
| 4.                   | Field Attack         | 4:11                 |
| 5.                   | Marauders            | 2:47                 |
| 6.                   | Meet Van Zan         | 3:49                 |
| 7.                   | Archangels           | 3:58                 |
| 8.                   | Dawn Burial          | 3:02                 |
| 9.                   | A Battle of Wills    | 5:31                 |
| 10.                  | The Ruins at Pembury | 2:11                 |
| 11.                  | Inferno              | 3:23                 |
| 12.                  | Return to London     | 4:11                 |
| 13.                  | Magic Hour           | 5:23                 |
| 14.                  | Rebirth              | 2:40                 |
| 总时长：             | 总时长：             | 50:30                |

## 獲獎及提名
| 獎項       | 類別         | 結果 |
| ---------- | ------------ | ---- |
| 土星獎     | 最佳奇幻電影 | 提名 |
| 錫切斯影展 | 最佳視覺效果 | 獲獎 |
| 錫切斯影展 | 最佳電影     | 提名 |

## 外部連結
- Yahoo奇摩電影上《火焰末日》的資料
- 開眼電影網上《火焰末日 （页面存档备份，存于）》的資料
- 豆瓣电影上《火焰末日 （页面存档备份，存于）》的資料
- 時光網上《火焰末日》的資料
- IMDb上《火焰末日 （页面存档备份，存于）》的資料
- 爛番茄上《火焰末日》的資料（英文）
- Metacritic上《火焰末日》的資料（英文）
- Box Office Mojo上《火焰末日》的資料（英文）